# Parc national de la Jacques-Cartier
Der Parc national de la Jacques-Cartier ist einer der größeren unter den aktuell 27 Nationalparks in der kanadischen Provinz Québec. Dort entspricht ein Parc national dem, was in den übrigen Provinzen als Provincial Park bezeichnet wird. Der Park wird von Sépaq (französisch Société des établissements de plein air du Québec bzw. englisch Society of outdoor recreation establishments of Quebec) betrieben.
Der Park liegt 40 km nördlich der Stadt Québec bei Stoneham-et-Tewkesbury und erhielt seinen Namen nach dem Flusstal des Rivière Jacques-Cartier. Gegründet wurde das 670,6 km² große Schutzgebiet 1981.